# Ana Salas Lozano
Ana Salas Lozano (nacida el 12 de julio de 1972) es una ex tenista profesional española. 
Jugadora diestra de Madrid, alcanzó su mejor clasificación individual en el circuito 1999, la N.º 275, con cuatro títulos ITF.
Se ha proclamado 12 veces campeona del mundo en el ITF World Tennis Masters. Con 5 títulos individuales, 6 títulos con la Selección Nacional Española y 1 título de dobles mixto.
Actualmente es comentarista de tenis en la plataforma española Movistar Plus+ y creadora del proyecto de ayuda al deportista, Bepro Deporte España.

## Finales de la ITF
ITF Individuales Seniors (Campeonatos mundiales): 12 (5-12)
| Resultado | N.º | Fecha                 | Torneo                | Superficie    | Adversaria          | Puntuación  |
| --------- | --- | --------------------- | --------------------- | ------------- | ------------------- | ----------- |
| Ganadora  | 1.  | 26 de octubre de 2008 | Turquía               | Tierra batida | Eva Haslinghuis     | 6–3, 6–1    |
| Ganadora  | 2.  | 10 de mayo de 2009    | España                | Tierra batida | Eva Haslinghuis     | 6-1 4-6 6-1 |
| Ganadora  | 3.  | 11 de abril de 2010   | México                | Dura          | Tzvetelina Nikolova | 6-4 5-7 6-4 |
| Ganadora  | 4.  | 27 de marzo de 2015   | Turquía               | Tierra batida | Olga Cosic          | 6-0 6-1     |
| Ganadora  | 5.  | 1 de abril de 2017    | República Sudafricana | Dura          | Eva Haslinghuis     | 3-6 6-3 6-2 |

### ITF Individuales: 8 (4–8)
| Resultado   | N.º | Fecha                    | Torneo                    | Superficie    | Adversaria                  | Puntuación    |
| ----------- | --- | ------------------------ | ------------------------- | ------------- | --------------------------- | ------------- |
| Ganadora    | 1.  | 29 de abril de 1996      | Balaguer, España          | Tierra batida | Patricia Aznar              | 6–2, 6–4      |
| Subcampeona | 1.  | 26 de octubre de 1997    | Ceuta, España             | Dura          | Bahía Moutassine            | 2–6, 6–2, 5–7 |
| Subcampeona | 2.  | 4 de mayo de 1998        | Elvas, Portugal           | Dura          | Rosa María Andrés Rodríguez | 1–6, 3–6      |
| Subcampeona | 3.  | 7 de marzo de 1999       | Albufeira, Portugal       | Dura          | Laura Peña                  | 3–6, 1–6      |
| Ganadora    | 2.  | 27 de marzo de 2000      | Pontevedra, España        | Dura          | Vanesa Kraut                | 6–1, 6–4      |
| Subcampeona | 4.  | 8 de mayo de 2000        | Tortosa, España           | Tierra batida | Vanesa Kraut                | 6–2, 3–6, 1–6 |
| Ganadora    | 3.  | 14 de septiembre de 2003 | Madrid, España            | Tierra batida | Alisa Kleybanova            | 6–4, 6–1      |
| Ganadora    | 4.  | 13 de junio de 2005      | Montemor-o-Novo, Portugal | Dura          | Laura Zelder                | 7–5, 4–6, 6–2 |

### ITF Dobles: 4 (0–4)
| Resultado   | N.º | Fecha              | Torneo            | Superficie    | Compañera            | Adversarias                                    | Puntuación    |
| ----------- | --- | ------------------ | ----------------- | ------------- | -------------------- | ---------------------------------------------- | ------------- |
| Subcampeona | 1.  | 10 de mayo de 1993 | Barcelona, España | Tierra batida | María Fernanda Landa | Conchita Martínez Granados Claudia Tim         | 5–7, 6–1, 2–6 |
| Subcampeona | 2.  | 6 de mayo de 1996  | Santander, España | Tierra batida | Juana Pedroso        | Marta Cano Nuria Montero                       | 4–6, 4–6      |
| Subcampeona | 3.  | 13 de mayo de 1996 | Tortosa, España   | Tierra batida | Yolanda Clemot       | Ana Gaspar Gina niland                         | 4–6, 2–6      |
| Subcampeona | 4.  | 5 de julio de 1999 | Vigo, España      | Tierra batida | Patricia Aznar       | Lourdes Domínguez Lino Anabel Medina Garrigues | 5–7, 1–6      |